# 1041 هـ
1041 هـ هي سنة في التقويم الهجري امتدت مقابلةً في التقويم الميلادي بين سنتي 1631 و1632.

## وفيات
- أحمد بن محمد المقري
- المير داماد
- وليم بدول
- إبراهيم اللقاني